# GIADS
GIADS – steht für German Improved Air Defence System und ist das Air Command and Control System (ACC-System / AC2-System) des Einsatzführungsdienstes der deutschen Luftwaffe (EinsFüDstLw).

## Definition
Zur Luftraumüberwachung, der Führung von Luftoperationen und mit dem Ziel der Erfüllung des militärischen Einsatzauftrags wird GIADS als vollwertiges Gefechtsführungssystem (GefFüSys, auch Führungs- und Waffeneinsatzsystem der Luftwaffe - FüWES Lw) des EinsFüDstLw in den stationären Control and Reporting Centre (CRC) und im Deployable CRC (DCRC) durch die Luftwaffe der Bundeswehr operationell genutzt.

## Geschichte
Bis zum Jahre 2000 wurde im EinsFüDstLw das ACC-System ARKONA als Standard-FüWES genutzt. Danach erfolgte schrittweise dessen Ablösung durch das Nachfolgesystem GIADS. Im Juli 2000 ging mit GIADS l in Schönewalde das erste GIADS CRC in operationelle Nutzung. Seit dieser Zeit wurde GIADS fortgeschrieben, weiterentwickelt und verbessert. Seit Ende 2010 ist nunmehr GIADS III im Einsatz.

## Ausblick
Das RefFüSys GIADS III soll vom gemeinsamen NATO-Projekt Air Command and Control System (ACCS) abgelöst werden.

## Funktionalität
- Parallelverarbeitung von Radardaten von bis zu 50 verschiedenen zivilen und militärischen Sensoren
- Korrelation ziviler Flugplandaten
- Erstellung einer identifizierten Luftlage
- Führung militärischer Luftfahrzeuge und Flugabwehrraketenverbände
- Data Recording und Replay Funktion
- bis zu 12.000 Plots, 3.000 System-Tracks und 1.000 Systemflugpläne
- Mode-S-Fähigkeit

Einige Verbesserungen im direkten Vergleich zu ARKONA:
- Automatische Auswahl des jeweils besten Sensors durch Multi-Sensor-Tracking
- deutlich verbesserte Jägerleitfunktion
- NATO-Link-16-Befähigung (vorerst über Beistelllösung)
- bessere Unterstützung (z. B. Luftnotfälle, Luftraumverletzungen kritische Flugobjekte)
- Datenaustausch im Verbund mit bis zu 24 externen ACC-Systemen
- Erhöhung IT-Sicherheit

## Nutzungsleitung
Das Kommando Unterstützungsverbände Luftwaffe ist für die GIADS-Nutzungsleitung verantwortlich. Dort erfolgten auch Obsoleszenzmanagement, Konfigurationskontrolle und Beauftragung Softwarepflege/Softwareänderung (SWPÄ).